# Epidendrozaur
Epidendrozaur (Epidendrosaurus ninchengensis) – rodzaj teropoda z grupy maniraptorów, z rodziny Scansoriopterygidae.
Długość ciała ok. 12–15 cm, wysokość ok. 5 cm, ciężar ok. 100 g. Cechą nietypową tego dinozaura jest niezwykle wydłużony trzeci palec na każdej z kończyn przednich, przy normalnych wymiarach pozostałych dwóch palców.

## Opis
Epidendrozaur to rodzaj niezwykłego ptakopodobnego maniraptora znanego z Chin. Jest jednym z najmniejszych znanych obecnie dinozaurów, lecz być może nie jest klasycznym dinozaurem, lecz ptakiem. Nazwa rodzajowa znaczy „nadrzewny jaszczur” (z greckiego epi – „na”, dendron – „drzewo” i sauros – „jaszczur”. Natomiast epitet gatunkowy odnosi się do miejsca znalezienia – Ningcheng. W przeciwieństwie do piskląt współczesnych ptaków, u epidendrozaura kończyny tylne są krótsze od przednich, przypuszcza się więc, że przednie odgrywały ważną rolę w poruszaniu się zwierzęcia, nawet na wczesnym stadium rozwoju osobniczego. Inne szczegóły anatomiczne wzmacniają teorię nadrzewności. Jego stopa przypomina te znane z prymitywnych ptaków – Cathayornis i Longipteryx. W jego stopie paluch był odwrócony, a ogon był krótki i usztywniony, służył prawdopodobnie jako oparcie podczas wspinaczki, jak u współczesnych dzięciołów. Niezwykła jest budowa kończyn przednich, które wskazują na przystosowanie do nadrzewnego trybu życia – trzeci palec jest bardzo wydłużony i stanowi dwukrotność długości drugiego. Przypuszcza się, że pisklęta epidendrozaura były lepiej przystosowane do wdrapywania się po gałęziach niż współczesnego hoacyna. Według innej teorii, dinozaur ten mógł wydłubywać owady z trudno dostępnych miejsc, np. spod kory, jak dzisiejsze palczaki.
Czerkas i Yuan wysunęli hipotezę, na podstawie badań Scansoriopteryx, że u dorosłych osobników pióra były dobrze rozwinięte i służyły do lotu ślizgowego. Wykluczyli oni możliwość aktywnego lotu. Istnieją także teorie, że między palcami znajdowała się błona niczym u nietoperzy, jednak nie znaleziono jej odcisków. Jak inne maniraptory epidendrozaur ma półksiężycowego kształtu kość w nadgarstku, która umożliwiała „ptasie” ruchy kończyny. Ogon jest stosunkowo długi i na jego końcu znajduje się romboidalna struktura zbudowana z piór. Epidendrosaurus jest bardziej prymitywny od Archaeopteryx, jego odkrycie wspiera tezę, że ptaki pochodzą od małych, nadrzewnych form.

## Problem synonimizowania zScansoriopteryx
Epidendrosaurus należy do rodziny Scansoriopterygidae, którą tworzy wraz z rodzajem skansoriopteryks, które są do siebie bardzo podobne i przez wielu uważane za synonimy. Oba pochodzą z tej samej formacji geologicznej. Poza tym nie znaleziono innych bliskich krewnych obu dinozaurów (lub już ptaków). Kwestia synonimizowania obu rodzajów jest ciekawym przykładem działania zasad nazywania zwierząt, którymi zajmuje się Międzynarodowa Komisja Nomenklatury Zoologicznej (International Commission on Zoological Nomenclature). Status nazwy Epidendrosaurus jest niepewny. Typowa skamieniałość Epidendrosaurus została opisana online kilka miesięcy przed bardzo podobnym Scansoriopteryx i została opublikowana drukiem po opisaniu skansoriopteryksa. Oba dinozaury są tak podobne, że prawdopodobnie tworzą jeden rodzaj, w związku z czym nazwa nadana wcześniej opisanemu rodzajowi ma pierwszeństwo. I tutaj powstaje problem – bowiem niejasny jest status nazw opublikowanych drogą internetową. ICZN ustanowiła poprawkę do kodeksu w świetle której pierwszeństwo ma nazwa Epidendrosaurus, jeżeli zostanie ona uchwalona. Jak na razie, Epidendrosaurus jest starszym synonimem według Kevina Padiana, a młodszym według Alana Feduccii.

## Wiek epidendrozaura
Datowanie warstw, w których znaleziono epidendrozaura jest niepewne – w każdym razie mieścił się w przedziale od 168 Ma do 125 Ma, a więc od końca środkowej jury do wczesnej kredy. Na podstawie datowania radiometrycznego ustalono wiek warstw Daohugou na środkową jurę (od 168 Ma) do późnej jury (164–152 Ma). W badaniach biostratygraficznych (uwzględniających płazy ogoniaste jako skamieniałości przewodnie) stwierdzono wiek pokładów na około 164–158 Ma. Badania innych skamieniałości z tego obszaru wskazują na nieco późniejszy okres – przełom jury i kredy (około 150–140 Ma), a więc czas, w którym występował Archaeopteryx. Jednak inne badania ustalają wiek skał na tylko nieznacznie wcześniejszy od formacji Yixian (datowanej na ok. 130–120 Ma).